# Massues kanak
Les massues kanak sont des armes traditionnelles des tribus kanak de Nouvelle-Calédonie. 

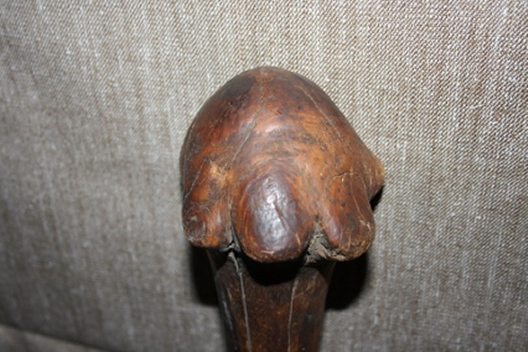
Tête de massue kanak

## Caractéristiques

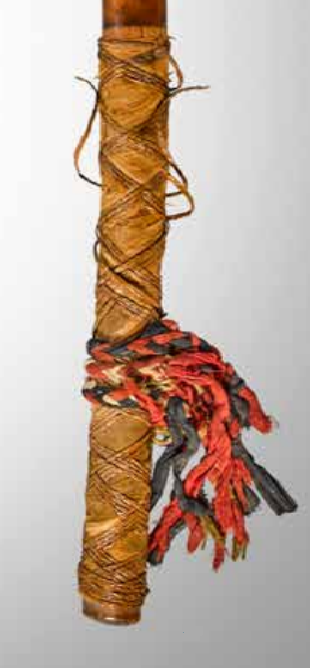
Manche décoré de tissus et de fibres

Généralement taillées dans un bois dur du type bois de fer, gaïac ou kohu elles servaient à la guerre entre tribus. Comme tous les casse-tête du Pacifique, leurs formes étaient d'une très grande variété et propres à chaque pays et chaque usage. On en trouvait en forme phallique, dites phallomorphes, mais aussi en forme de champignon ou de bec d'oiseau. Leur tête de frappe était constitué d'un nœud racinaire. Ces armes étaient à l'origine décorées de végétaux à la charge magique, de poils ou de tissu, et étaient maniées à une ou deux mains.
Le spécialiste des arts océaniens Roger Boulay fait un distinguo entre une massue qui est "un objet dont le point de percussion est dans l'axe du manche" et un casse-tête qui est "un objet dont le point de percussion est décalé par rapport à cet axe". 
Les Kanaks désignaient plutôt les casse-tête "bec d'oiseau" par "bec de tortue".

## Galerie

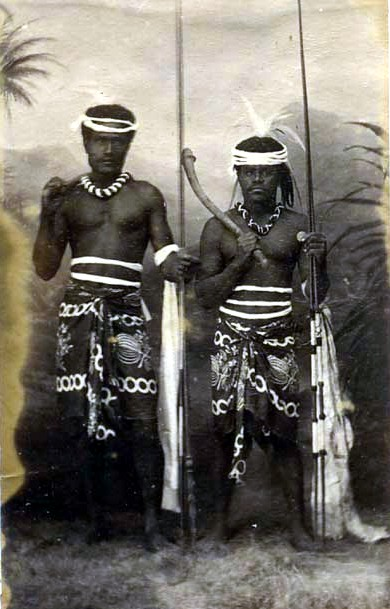
Guerriers canaques en armes
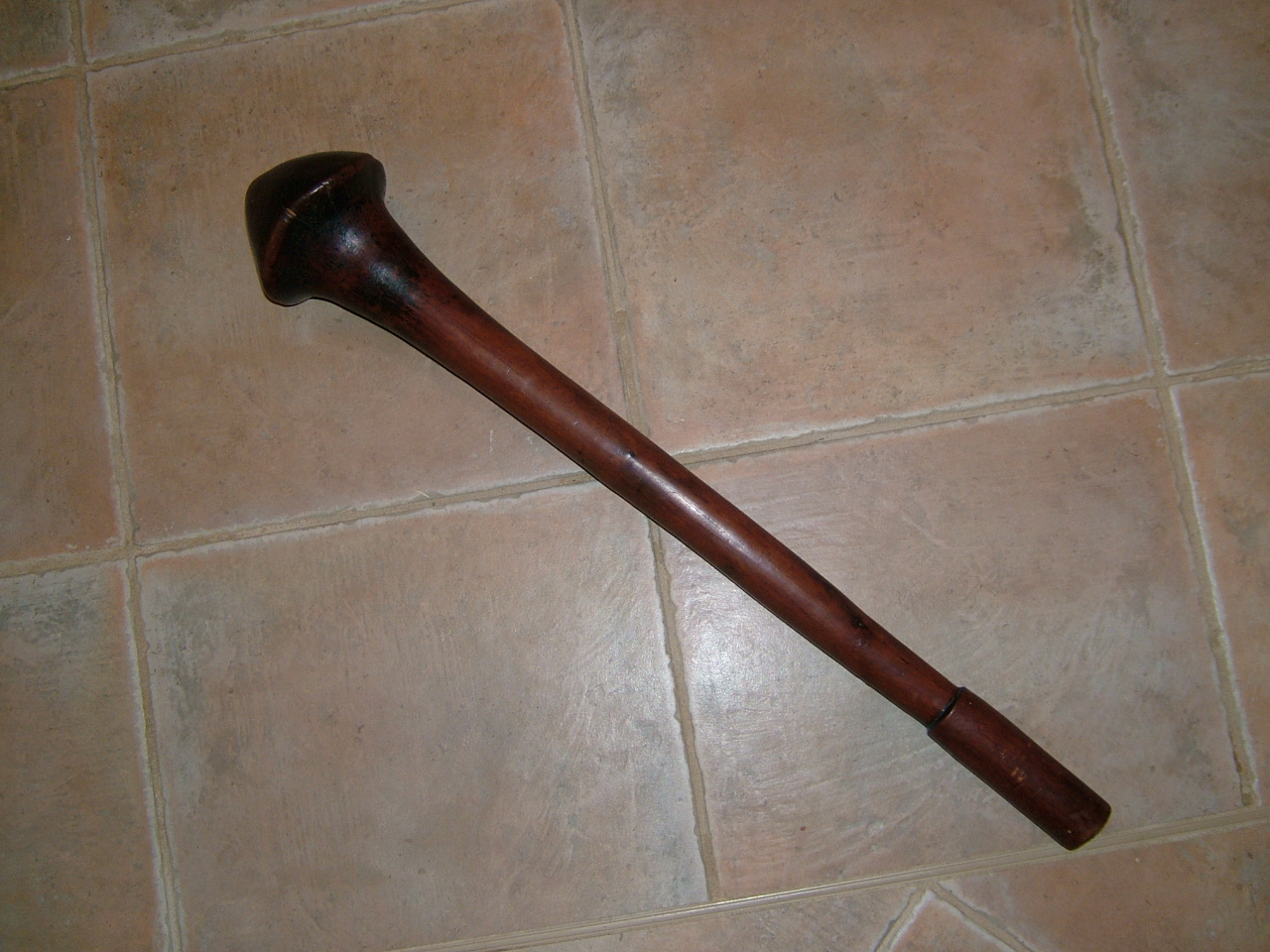
Massue kanak à tête de champignon
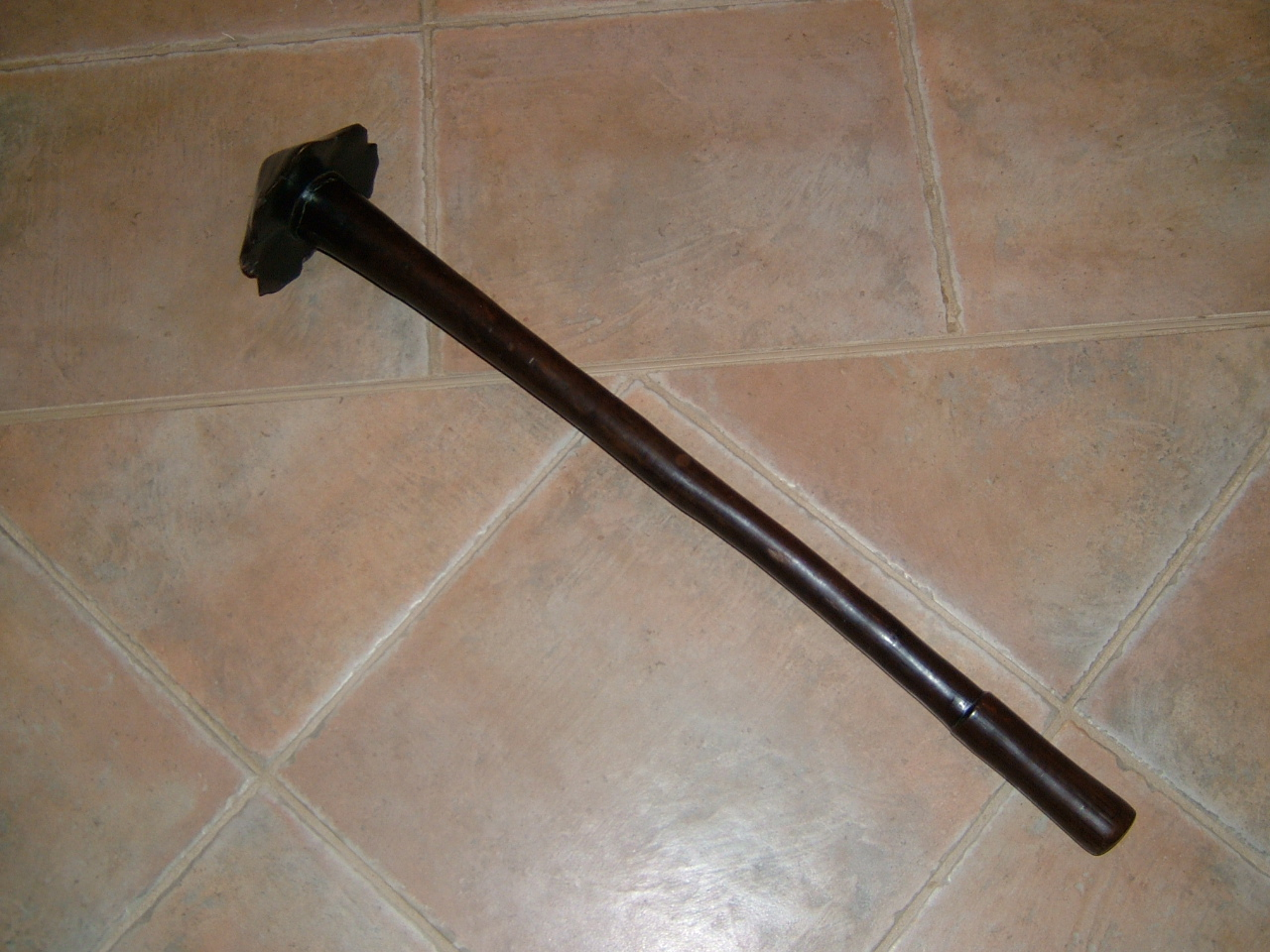
Massue kanak à tête de champignon
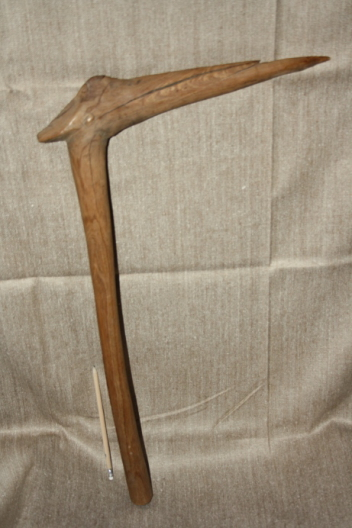
Casse-tête en bec d'oiseau
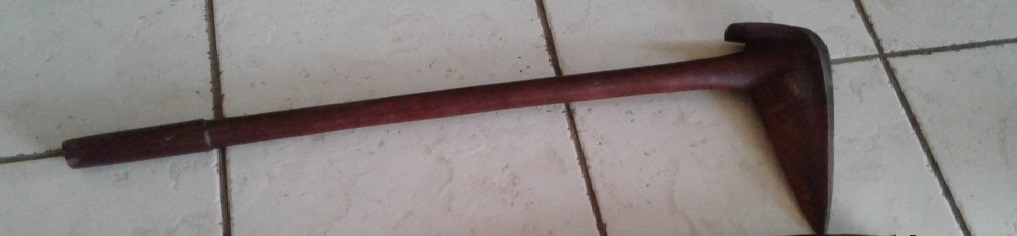
Casse-tête bec oiseau kanak
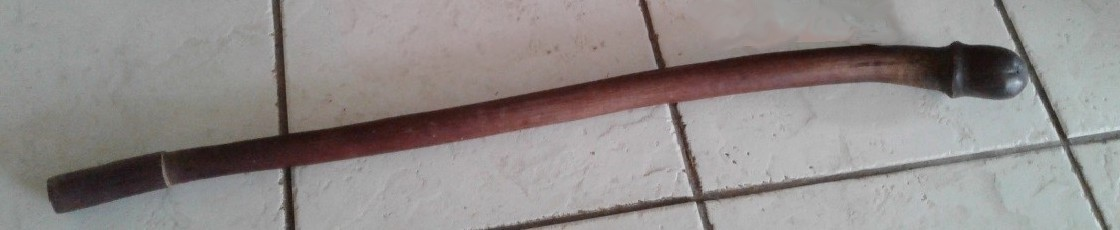
Massue phallique kanak